# 王立バイエルン邦有鉄道S2/6型蒸気機関車
王立バイエルン邦有鉄道S2/6型蒸気機関車は、1906年に3201号として高速試験のために1両だけ特別に製造され、その後営業運転に投入された王立バイエルン邦有鉄道の蒸気機関車である。この高速試験はプロイセン邦有鉄道が2年前に行った試験に刺激を受けて実施されたものであった。製造を担当したのはバイエルン王国の首都ミュンヘンに本社工場（ヒルシュアウ工場）を置いていたJ.A.マッファイ社（後のクラウス＝マッファイ社）で、主任設計者は同社製造部長のアントン・ハンメル (Anton Hammel 1857 - 1925) であった。

## 設計
プロイセン邦有鉄道と異なり、バイエルンでは未経験の技術は用いられなかった。プロイセンでの実験車両S9型 (Preußische S 9) と同じく、車軸配置は2'B2'で動輪直径は2,200 mmであったが、S2/6型はそのほかの点では在来型の設計を踏襲している。
そのため、キャブ・フォワードや流線形といった新機軸は導入されなかった。もっともバイエルンは単式に拘泥したプロイセンとは異なり、フォン・ボーリース(von Borris)式複式4気筒機の採用経験が豊富であったことから本形式は複式4気筒機とされており、当時の技術水準に照らして必ずしも保守的な設計ではない。設計と製造はわずか4か月で行われた。
本形式の設計の基本となったのは、ハンメルとバーデン大公国邦有鉄道の機関車製造担当官であったアレクサンドル・クールタン(Alexander Cortin)の2人の共同作業によって1902年に設計されたドイツ初の大型急行用蒸気機関車であり、飽和式複式4気筒2'B1'機であるバーデン大公国邦有鉄道IId型蒸気機関車 (Badische II d) である。また、各シリンダー部や弁装置などの動力機構はやはりIId型を基本としてJ.A.マッファイ社が設計製作したプファルツ鉄道P4型蒸気機関車 (Pfälzische P 4) のものをシリンダー直径も変更せずにそのまま使用している。
ただし、高速運転に必要な動力源である蒸気を供給するボイラーは新設計され、棒台枠上に大型の火室を置いた広火室構造を採用、さらに当時最新の過熱器が搭載された。このボイラーの火格子面積は4.71平方メートルとプロイセンS9型よりかなり大きいばかりではなく、この後に開発・製造された多くの標準型機関車よりも大きかった。実際のところ、ドイツにおいてこれより大きな火格子面積を持つのは、バーデン大公国邦有鉄道IVh型蒸気機関車 (後のドイツ国鉄18.3形。火格子面積5.00平方メートル) とドイツ国鉄45形蒸気機関車 (DRG-Baureihe 45（火格子面積5.04平方メートル） 、それに45形と共通設計のボイラーを搭載するドイツ国鉄06形蒸気機関車 の3形式に限られ、ドイツ国鉄05形蒸気機関車が本形式とほぼ同じ火格子面積（4.71平方メートル）であった。これは、南部のバイエルンで一般に使用されていた石炭が北部のプロイセンで用いられているものに比べて低カロリーで、火格子面積を十分に確保し投炭量を増やさねば所要の蒸気発生能力を得られなかったという事情による。もっとも、先に挙げた4形式と同様に、火格子面積の大きなボイラーを搭載する他国機のように自動給炭装置を搭載して投炭を担当する機関助士の負担を軽減する、といった配慮はない。こうして火室の大型化が図られる一方で、バイエルン邦有鉄道の大型機関車では初採用となった過熱器の過熱伝熱面積（37.5平方メートル）は、ボイラー全体の蒸発伝熱面積（214.5平方メートル）の約17.5パーセントと後の機関車と比較してかなり小さい値となっている。これも初採用の機器ゆえに、冒険を避けて手堅い設計を選択した結果である。
弁装置はワルシャート式の一種であるホイジンガー式で、これも当時の複式4気筒機では一般的な設計による機構である。
先台車・従台車共に車輪の内側に軸受を備える内側台枠式で、従台車は第2動輪後方に置かれたボイラー火室およびその灰箱の更に後方、運転台直下に置かれている。
炭水車は、水タンクがフレームレスのモノコック構造として設計されており、重い台枠を省略している。
S2/6型は後継となるS3/6型と同様に鉄道ファンから、世界で最も美しい機関車の1つとみなされている。これは、よくバランスの取れた形と、アメリカ合衆国で開発されドイツではバイエルンにおいて初めて採用された、肉厚の圧延鋼を切り出して製作された強固で繊細なシルエットの棒台枠により、内側シリンダーを含む動力機構が外部からよく見えるためである。
この機関車のボイラーや足回りには後の流線形機関車のような流線形の覆いは取り付けられていない。だが、それでも空気抵抗を減らすいくつかの部品が装着されている。シリンダーブロックの前にはフロントデッキと一体化した流線形のエプロンが装着され、煙室扉は円錐形としてその中心に前照灯を突き出させた鏡板を備え、そして砂箱と一体化された蒸気ドームおよび煙突のそれぞれの前面を斜めに傾斜させている。運転台も空力を考慮してボイラーケーシングから連続的に造形されている。この形状は、当時流行していたくさび状の風きり形運転台とは幾分異なっており、ドイツではこの後王立ヴュルテンベルク邦有鉄道C型蒸気機関車 (Württembergische C) においてのみ使われた。
なお、以後のJ.A.マッファイ社製急行用旅客機関車の多くとも共通する本形式の意匠は、ハンメルの部下であったハインリッヒ・レップラ (Heinrich Leppla:1861 - 1950) のスタイル感覚によって生み出されたものとされる。

## 記録
試運転は、ミュンヘンとニュルンベルクの間やミュンヘンとアウクスブルクの間で実施された。1907年7月2日、本形式はミュンヘン - アウクスブルク間で、4両の急行形客車（150t）を牽いてIId型の記録を約10 km/h上回る154.5 km/hを達成し、世界中の専門家の関心を集めることになった。機関士はアウクスブルクの主任機関士、ヨハン・ツーシャンコ (Johann Zuschanko) であった。
この試運転の状況から、専門家はS2/6型の出力はおよそ2,200馬力であると推定している。
なお、この本形式によるドイツにおける速度記録は、29年後の1936年、ドイツ国鉄05形2号機(05 002)によって200.4 km/hの世界記録（当時）が達成されるまで保持された。

## 運用
本形式は当初、ミュンヘン第1機関区に配置されたが、あまりよい使われ方をしたとは言えなかった。1両のみしか在籍しないため、他の機関車と共通運用する必要があったが、同等の性能を備えた機関車が存在せず、その性能を十分に発揮するのは困難であった。
本形式の実績を反映して開発された後継量産機種であるS3/6型と比較すると、本形式は出力こそ同形式を上回ったが、動輪径や動輪数の相違から牽引力は低く、これらと共通運用するには難しいという問題があった。
また、本形式の設計には軌道状況の不整に弱い、という批判もあった。これはドイツで標準の4点支持ではなく、6点支持を採用しているためであった。先台車と従台車のどちらも動輪との間をイコライザで連結されていなかった。
1910年に本形式はプファルツ鉄道に移管され、ルートヴィヒスハーフェン機関区に配置された。ここでは愛情をこめて「ツェッペリン」の愛称が与えられ、よりよく扱われた。ここでは、本形式の母体となったバイエルン邦有鉄道S2/5型やプファルツ鉄道P4型蒸気機関車 (Pfälzische P 4) といった複式4気筒2'B1'機と共にルートヴィヒスハーフェン・アム・ラインとストラスブールの間の急行列車に用いられた。またプファルツ鉄道で標準であった茶と紫に塗装された。
1922年に本形式はバイエルン邦有鉄道に再移管され、当初はミュンヘンに、そして1923年からはアウクスブルクに配置された。

## 運用終了
ドイツ国内の各邦国が保有していた鉄道を統合して誕生したドイツ国営鉄道は、統合後初の制式機である01形の第一陣がロールアウトした1925年に実施された称号規程改正の際に、本形式を含む在来各形式の全面的な形式称号変更を実施した。この際、本形式にはIId型やS2/5型の14形に続く15形という形式が与えられ、車番は15 001とされた。しかしこの変更後、本形式の運用は長くは続かず、同年中に除籍され、製造元であるJ.A.マッファイ社に修復のために送られて竣工当初の緑を基調とする塗装に復元された。その後はニュルンベルク交通博物館に保存され、今でもそこで見ることができる。